# Làmpada Davy

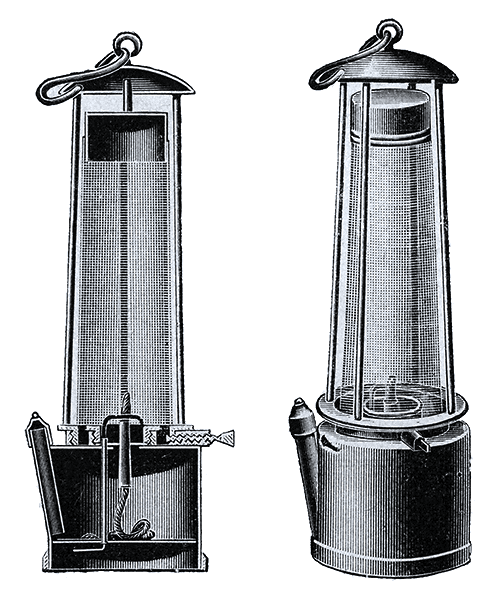
Làmpada Davy

La làmpada de Davy és una làmpada de seguretat inventada pel científic cornuallès Humphry Davy per evitar les explosions causades per la ignició de metà (grisú) a les mines de carbó.
Presentatda a la Royal Society de Londres el 1815, era una llanterna de querosè que tenia la flama protegida per una pantalla de malla metàl·lica fina, que impedia la propagació de la flama.
Una versió moderna d'aquesta llanterna s'utilitza per a transportar la flama olímpica.